# 新宿スポーツセンター
新宿スポーツセンター（しんじゅくスポーツセンター）は、東京都新宿区大久保にある総合体育館。都立戸山公園（大久保地区）内にある。当初は新宿区立総合体育館が正式名称だったが、現在は新宿スポーツセンターと呼ばれている。1984年（昭和59年）竣工。新宿区成立35周年を記念して造られた初の区立総合体育館である。

## 経緯
当スポーツセンターが出来るまでは区としてはスポーツに対する需要は学校施設の開放などで対応していた。しかし、急激に増えるスポーツ需要に対応出来ないようになっていった。そこで、1973年当時新宿区長であった山本克忠が戸山公園内に総合体育館の建設を戸山公園を管轄する東京都に依頼。1977年には助役を委員長に「区民総合体育施設建設準備委員会」が発足。総合体育館の構想について検討が始まった。区議会の方でも有志議員23人により「総合体育施設対策特別委員会」が1979年に発足。役所と議会とで並行して総合体育館建設に向けて調査検討が行われた。そして交渉の結果1981年になって都議会で了承され都のほうから戸山公園内に体育館設置の認可がおり、1982年に設計が完了し、同年10月に着工。1984年に竣工したものである。また1984年には区民から愛称が募集され、「新宿スポーツセンター」になった。以後新宿区民はもとより近接区の住民などにも利用される施設になり現在に至っている。

## 施設概要
参照
- 地下1階…駐車場
- 1階…温水プール(25m)、幼児体育室、軽食堂、事務室、コンビニ
- 2階…トレーニング室(360平方メートル)、大会議室(117席)、小会議室(84席)、スタジオA、スタジオS
- 3階…大体育室(1620平方メートル)、小体育室(480平方メートル)、第一武道場(196畳)
- 4階…第二武道場(450平方メートル)大体育室観覧席(296席)
- 5階…弓道場(109平方メートル)、多目的コート(700平方メートル)、ジョギングコース(1周160メートル)

## 交通アクセス
- 東京メトロ副都心線・西早稲田駅より徒歩5分
- JR線・西武新宿線・東京メトロ東西線・高田馬場駅より徒歩15分
- バス(都営バス)新宿駅西口より早77系統・渋谷駅・池袋駅より池86系統「早大理工前」下車　高田馬場駅より高71系統「新宿スポーツセンター入口」下車